# Порцус (Удине)
Порцус је насеље у Италији у округу Удине, региону Фурланија-Јулијска крајина.
Према процени из 2011. у насељу је живело 36 становника. Насеље се налази на надморској висини од 688 м.